# Македония (пароход)
Македония — греческий пассажирский пароход постройки 1912 года, оставшийся в истории греческого флота и Балканских войн как вспомогательный крейсер.

## Предшественник
Предшественником Македонии был одноимённый грузо-пассажирский пароход, постройки около 1880 года (Македония (пароход 1880)). Первый «Македония» принадлежал компании «Всегреческое Пароходство» (греч. «Πανελλήνιος Ατμοπλοΐα»-Панэллиниос Атмоплойа) и осуществлял рейсы на линии Пирей — Киклады — Крит.
Перед надвигающейся греко-турецкой войной 1897 года был мобилизован для доставки грузов в порты Ионического моря. 31 марта (12 апреля) 1897 года пароход вошёл в Амбракийский залив, служивший тогда границей между Греческим королевством и Османской империей, с пассажирами, военными грузами и мулами для армии на борту. В Вербное воскресение 6 (18) апреля 1897 года, выгрузившись и при выходе из залива у османского тогда города Превеза неожиданно подвергся одновременному обстрелу береговых батарей всех трёх крепостей города. Целью обстрела было потопление судна в проливе, чтобы в надвигающейся войне закрыть греческой Западной флотилии доступ в залив. Несмотря на повреждения и пожар, капитану судна удалось на полной располагаемой скорости вывести судно из пролива, направив его к мысу Актий, где судно и затонуло. Вход в залив остался свободным.

## Вспомогательный крейсер «Македония»
«Всегреческое Пароходство» заказало второй одноимённый пассажирский пароход английской верфи Sir James Laing & Sons, Сандерленд. Судно было передано судовладельцу в 1912 году. Это был один из первых греческих океанских пассажирских лайнеров, вместимостью 6333 брутто регистровых тонн, длиной 128,6 и шириной 15,55 метров. Судно имело 2 винта, 2 мачты, 2 трубы, 2-палубную надстройку и по 9 спасательных шлюпок с каждого борта. Паровая машина четырёхкратного расширения обеспечивала скорость в 17 узлов.
После подъёма греческого флага, «Македония» совершил свой первый рейс 5 апреля 1912 года, на линии Пирей — Патры — Марсель — Кадис — Нью-Йорк.
Всего через несколько рейсов, с началом Первой Балканской войны Греческое правительство мобилизовало «Македонию», который получив вооружение вошёл в состав флота как вспомогательный крейсер (греч. βοηθητικό εύδρομο — войтитико эвдромо) и войсковой транспорт (греч. οπλιταγωγό — оплитагого). Корабль, под командованием капитана П. Тсукаласа, вошёл во флотилию аналогичных 5 мобилизованных пассажирских кораблей, под командованием коммодора И. Дамианоса.
3 января 1913 года, в 10:30 утра, находясь у причала города Эрмуполис, остров Сирос «Македония» подвергся обстрелу орудиями турецкого крейсера Хамидие. «Хамидие» был единственным турецким кораблём сумевшим проскользнуть 5 (18) декабря 1912 года через кордон, установленный греческим флотом у входа в Дарданеллы. Командующий греческим флотом адмирал Кунтуриотис одержавший победу над турками за два дня до этого, 3 (16) декабря 1912 года, в сражении у Эли и загнавший турецкий флот в проливы, не стал преследовать «Хамидие», невзирая на приказы правительства. Кунтуриотис считал что его основная стратегическая задача — запретить турецкому флоту выход в Эгейское море и что действия турецкого крейсера могут создать проблемы мореплаванию, но не могут изменить греческое господство в Эгейском архипелаге в пользу турок. Последовавшая греческая победа в сражении при сражении при Лемносе 5 (18) января 1913 года, в результате которой турецкий флот не посмел более выйти в Эгейское море подтвердили правильность решения Кунтуриотиса.
Обстрел «Македонии» в порту Эрмуполис 3 января 1913 года из орудий «Хамидие» занял не более 10 минут. Капитан «Македонии» не стал ввязываться в неравную артиллерийскую дуэль и решил ускорить события, чтобы избежать потерь среди гражданского населения города. Не отвечая на огонь и не борясь с возникшим пожаром и течью корпуса, капитан приказал открыть кингстоны и затопить корабль. Потери гражданского населения ограничились 1 убитым и 2 ранеными.
Через десять дней экипаж «Македонии» откачал воду своими средствами, поднял корабль и произвёл временный ремонт. После чего «Македония» ушёл своим ходом на базу флота на острове Саламина для производства генерального ремонта, на деньги греческого правительства.
В том же, 1913, году пароход был выведен из состава флота. Двумя годами позже «Македония» был продан голландской компании и ходил под голландским флагом до 1921 года. Голландские судовладельцы сохранили первоначальное имя парохода. В 1921 году пароход был куплен компанией Ллойд Латино, которая дала ему имя «Pinzio». Под этим именем пароход проработал до 1932 года, когда был продан на лом.

## Наследник
Следующим одноимённым кораблём греческого ВМФ стал фрегат Македония, вошедший в состав флота в 1992 году.